# Siniestro Total
Siniestro Total är ett galicisk punkrock-band bildad i Vigo 1981 av sångaren Germán Coppini, gitarristen Miguel Costas, basisten Alberto Torrado och trummisen Julián Hernández. Under sina nästan 40 års historia redigerade bandet 14 studioalbum.
Siniestro Total var ett av de viktigaste banden i den så kallade "Movida viguesa", en viktig ungdomskulturrörelse som ägde rum i Vigo i 80-talet.
Bandets nuvarande uppställning bildas av Julián Hernández (sång, gitarr), Javier Soto (gitarr), Óscar Avendaño (bas), Ángel González (trummor) och Jorge Beltrán (saxofon).

## Historia
Julián Hernández träffade Miguel Costas och Alberto Torrado på gymnasiet 1979 och sedan träffade de Javier Soto. På den där sommaren bildade de bandet El Sexteto del Blues med två andra människor. Bandet spelade bara en gång, den 26 augusti 1979 i Vigo, och de bröt upp.
Strax efter Javier Soto gjorde den obligatorisk militärtjänsten och Hernández, Soto och Torrado bildade Coco y el de los Mil Quinientos. Bandet förändrade namnet flera gånger, den sista var Mari Cruz Soriano y los que afinan su piano. De bestämde äntligen att kalla bandet Siniestro Total efter en bilolycka den 20 augusti 1981. Den där dagen förstörde de den Renault 12 som de körde och försäkringsbolaget förklarade den "siniestro total" (totalförlust på svenska).
Hösten 1981 började bandet öva. Hernández spelade trummor, Costas gitarr, Torrado bas och Germán Coppini var sångaren. Deras första konsert var den 27 december 1981 i Vigo med banden Nacha Pop och Trabalhadores do Comercio. Sedan spelade de in en 12 låtars demo som de skickade till radio programmet Esto no es Hawai från Radio 3 (Radio Nacional de España).
I demot var bland annat låtarna "Ponte en mi lugar", "Mario (encima de armario)", "Purdey", "Ayatolah!" och "Matar jipis en las Cíes" och det börjades uppträda i radio några av dem. Strax efter spelade Siniestro Total i Madrid med Derribos Arias som öppningsakt.
Bandet signerade med skivbolaget DRO våren 1982. Siniestro Total spelade in en EP, Ayudando a los enfermos, som DRO släppte juni 1982. EP:n blev en framgång så skivbolaget erbjöd dem att spela in ett album. Bandet spelade in albumet på tre dagar i Estudios Colores, i Mejorada del Campo. ¿Cuándo se come aquí? släpptes november 1982.

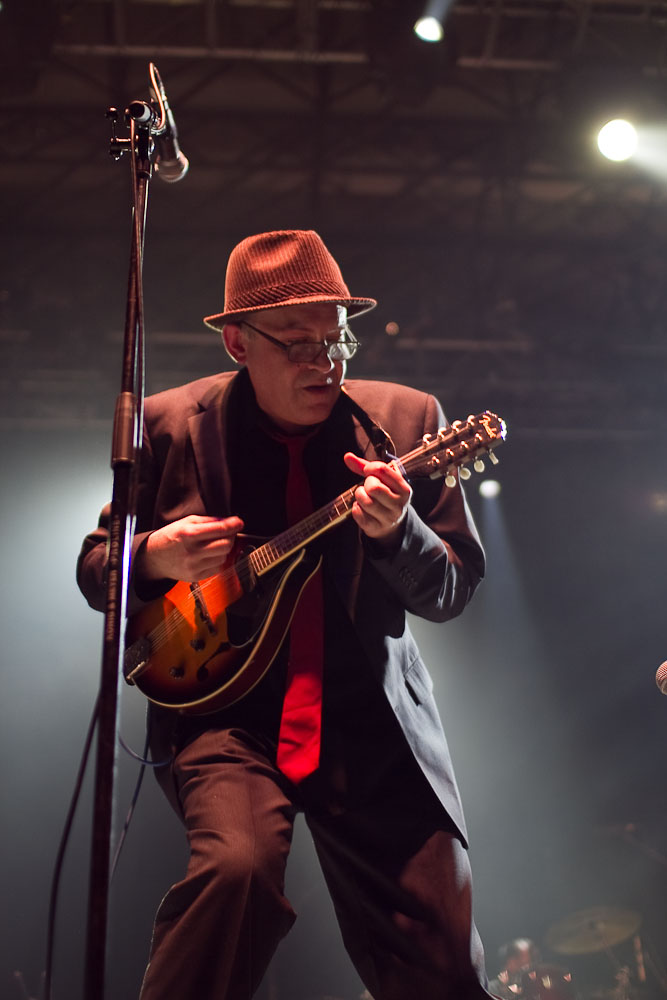
Sångaren och guitarristen Julián Hernández

Bandet fick mer berömmelse efter att spela i Rockola och i den första festen av Diario Pop 1983. Det där året komponerade bandet två sånger för programmet Caja de Ritmos från Televisión Española, "Sexo chungo" och "Me pica un huevo". Men programmet sände inte låtarna på grund av en skandal med Las Vulpess-låten "Me gusta ser una zorra". Slutligen släppte Siniestro Total de två låtarna som singel. 
Sångaren Germán Coppini lämnade bandet april 1983 och bildade Golpes Bajos med Teo Carralda. Siniestro Total spelade in sitt andra album som en trio. Siniestro Total II: El Regreso släpptes oktober 1983 av skivbolaget DRO.
Januari 1984 släppte bandet EP:n Surfin' CCCP med Os Resentidos, och i oktober kom sitt tredje album, Menos mal que nos queda Portugal.
Gitarristen Javier Soto gick med i bandet januari 1985 och på sommaren Siniestro Total spelade in flera konserter. I december publicerade de sitt fjärde album, Bailaré sobre tu tumba, med den ena sida inspelat live och den andra i studion.
Mars 1986 gavs ut samlingsalbumet Grandes éxitos, huvudsakligen bestående av outgivna låtar. Det där året gjorde bandet en turné i hela Spanien. 
Siniestro Totals femte álbum, De hoy no pasa, släpptes april 1987. Detta album är det sista med producenten Paco Trinidad, som hade arbetat hos bandet i de tre föregående LP:na. Det samma året, i oktober, lämnade basisten Alberto Torrado Siniestro Total för att gå med Os Resentidos. Julián Hernández lämnade trummorna och började sjunga och spela gitarr.
Me gusta como andas, bandets sjätte album, gavs ut april 1988, och samma månad gick basisten Segundo Grandío och trummisten Ángel González med Siniestro Total.
April 1990 släpptes En beneficio de todos, sin sista album med skivbolaget DRO. September 1991 skrev Siniestro Total på ett skivkontrakt med BMG-Ariola, och det första albumet med det nytt skivbolag är livealbumet Ante todo mucha calma (1992).
1993 reste bandet till Memphis, Tennessee, för att spela in sitt nästa album med Joe Hardy, regelbunden bidragsgivare till bland annat ZZ Top. I september samma år gavs ut Made in Japan, producerad av Hardy.
Sångaren och gitarristen Miguel Costas lämnade Siniestro Total januari 1994. Därefter bildade Costas bandet Los Feliz i Vigo.
Maj 1995 gavs ut Policlínico miserable, som spelades in i Memphis igen och producerades av Joe Hardy. Jorge Beltrán (saxofon) gick med bandet för albumturnén som började i juni.
I början 1996 startade bandet arbeta på Cultura popular-projektet. Efter flera månaders arbete spelade Siniestro Total in denna audiovisuella showen i Santiago de Compostela den 9 och 10 oktober.

## Medlemmar

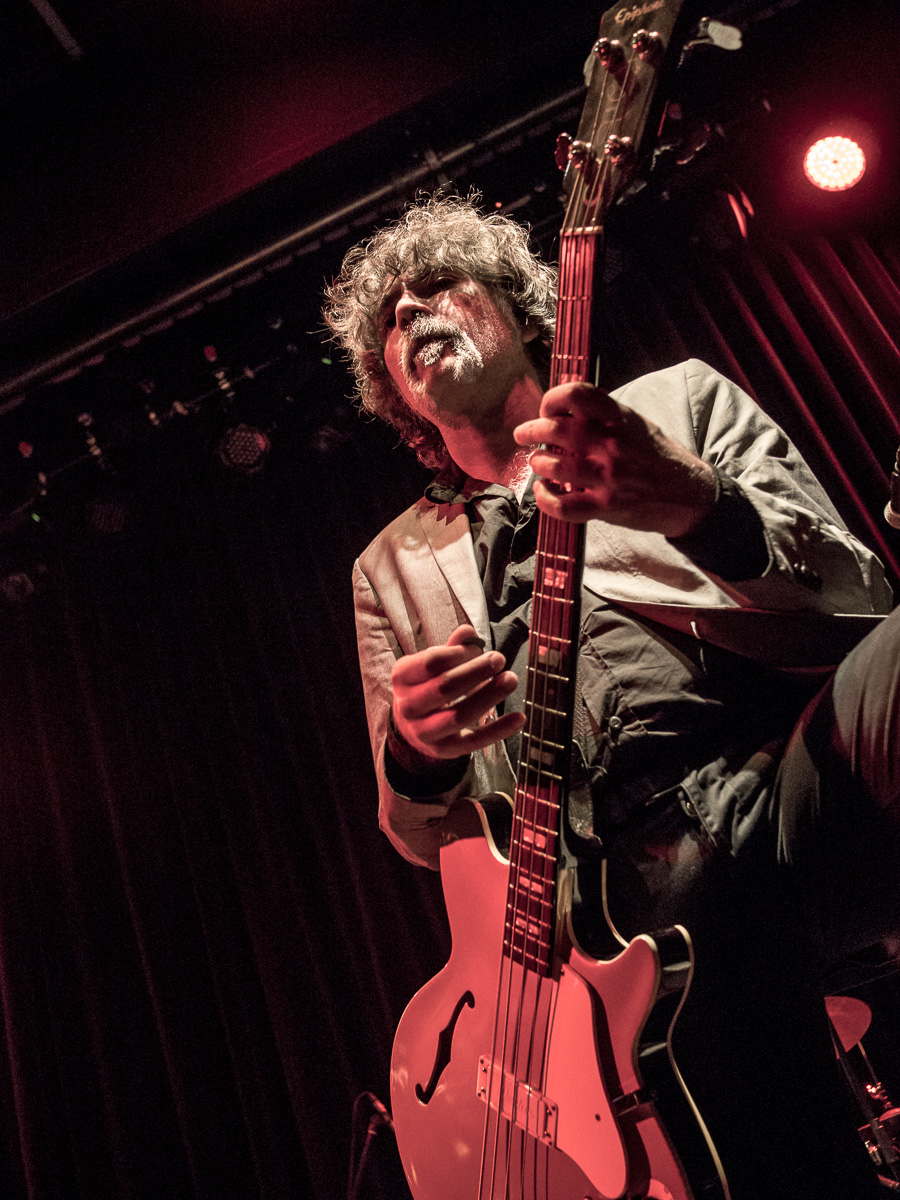
Basisten Óscar Avendaño

### Nuvarande medlemmar
- Julián Hernández - sång, gitarr (1981-)
- Javier Soto - gitarr (1985-)
- Ángel González - trummor (1988-)
- Óscar Avendaño - bas (2000-)
- Jorge Beltrán -  saxofon (1996-)

### Tidigare medlemmar
- Miguel Costas - sång, gitarr (1981-1994)
- Germán Coppini - sång (1981-1983)
- Alberto Torrado - bas (1981-1987)
- Segundo Grandío (1988-2000)

## Diskografi

### Album
- 1982 – ¿Cuándo se come aquí? (DRO)
- 1983 – Siniestro Total II: El Regreso (DRO)
- 1984 – Menos mal que nos queda Portugal (DRO)
- 1985 – Bailaré sobre tu tumba (DRO)
- 1987 – De hoy no pasa (DRO)
- 1987 – Me gusta cómo andas (DRO)
- 1990 – En beneficio de todos (DRO)
- 1993 – Made in Japan (BMG-Ariola)
- 1995 – Policlínico miserable (BMG-Ariola)
- 1997 – Sesión vermú (Virgin Records)
- 2000 – La historia del blues (Virgin Records)
- 2005 – Popular, democrático y científico (Loquilandia/El Diablo)
- 2010 – Country & Western (Sony Music)
- 2016 – El mundo da vueltas (Trilobite Records)